# Чемпионат мира по стендовой стрельбе 1936
Чемпионат мира по стендовой стрельбе 1936 года прошёл в Берлине (Германия).

## Общий медальный зачёт
| Место | Страна         | Золото | Серебро | Бронза | Всего |
| ----- | -------------- | ------ | ------- | ------ | ----- |
| 1     | Венгрия        | 1      | 1       | 0      | 2     |
| 2     | Польша         | 1      | 0       | 0      | 1     |
| 3     | Германия       | 0      | 1       | 1      | 2     |
| 3     | Великобритания | 0      | 0       | 1      | 1     |
| Всего | Всего          | 2      | 2       | 2      | 6     |

## Медалисты
| Дисциплина     | Золото                                                                       | Серебро      | Бронза         |
| -------------- | ---------------------------------------------------------------------------- | ------------ | -------------- |
| Трап           | Юзеф Кишкурно                                                                | Дьюла Халаси | Курт Шёбель    |
| Трап (команды) | Венгрия · Иштван Штрашшбургер · Дьюла Халаси · Шандор Лумницер · Шандор Дора | Германия     | Великобритания |